# Vladimír Křístek
Vladimír Křístek (15. října 1938, Praha – 9. září 2020, Praha) byl český stavební inženýr a univerzitní profesor. Byl mezinárodně uznávaným odborníkem na statiku betonových nosných konstrukcí, na problematiku mostních konstrukcí, sám také v tomto oboru přispěl s několika novými teoriemi a přístupy k řešení výpočetních problémů (teorie lomenic, relaxační metoda). Profesor Křístek napsal velké množství odborných článků i monografií – část v češtině a většinu v angličtině, kromě toho přednášel na stavební fakultě ČVUT (FSv ČVUT), kde působil pět let jako proděkan a 15 let jako vedoucí katedry betonových konstrukcí a k úspěšnému dokončení studia dovedl velké množství doktorandů.
Působil též jako soudní znalec a byl členem mnoha společenských organizací v oboru stavebnictví.

## Život
Vladimír Křístek se narodil v Praze v roce 1938 do rodiny československého legionáře Františka Křístka a jeho manželky Antonie Křístkové (roz. Duškové), kvůli původu mu tak nebylo z politických důvodů umožněno studovat teoretické obory, o které měl zájem – chemii či astrofyziku. Měl si vybrat mezi hornictvím a hutnictvím, nakonec mu ale bylo umožněno studium na stavební průmyslové škole, kde roku 1957 odmaturoval s vyznamenáním. Nastoupil na fakultu stavební ČVUT, kterou absolvoval roku 1962 opět s výborným prospěchem. Již během studia publikoval v odborném časopise Inženýrské stavby články zaměřené na v té době se mohutně rozvíjející předpjatý beton – řešil mj. problematiku dotvarování a smršťování u betonových konstrukcí se změnou statického systému během výstavby. Zaměřil se zejména na teoretické řešení aktuálních problémů výzkumu betonových konstrukcí – chování komorových nosníků, reologie betonu, štíhlé tlačené prvky, materiálová nelinearita – to vše za použití nastupující výpočetní techniky. V rámci své diplomové práce již představil relaxační metodu – nový přístup k řešení konstrukcí se změnou statického systému. Po absolvování povinné vojenské služby (u sportovního oddílu) nastoupil jako asistent na katedru mechaniky FSv. Během necelého roku složil všechny potřebné zkoušky pro aspiranturu a odevzdal disertační práci s názvem Tenkostěnné pruty komůrkového přetvořujícího se průřezu. Po získání titulu kandidáta věd (CSc.) v roce 1967 přestoupil z katedry mechaniky na katedru betonových konstrukcí a mostů FSv, kde se stal vědeckým pracovníkem. V pouhých 30 letech se i díky uvolnění politických poměrů habilitoval a stal se docentem.
Ve svých 32 letech celosvětovém kongresu betonářské asociace FIP konaném v Praze roku 1970 přednesl jednu z osmi hlavních (vyzvaných) kongresových přednášek na téma „Teorie a výzkum tenkostěnných předpjatých nosníků“. To mu společně s články a monografiemi publikovanými v angličtině zahraničí otevřelo dveře na mnohé zahraniční univerzity, kde působil jako hostující výzkumník a profesor. Jednalo se o studijní a pracovní pobyty na těchto univerzitách: Kalifornská univerzita v Berkeley (1979), univerzita Cardiff (1981, 1986, 1988, 1989 a 1992), univerzita v Dortmundu (1982, 1984 a 1985), Severozápadní univerzita (1985, 1999, 2000), Univerzita ve Stuttgartu (1989), univerzita v Lutychu (1990), Helsinská technická univerzita (1991, 1992 a 1994), Milánská polytechnika (1992), Národní technická univerzita v Athénách (1993), univerzita v Oulu (1994), Mezinárodní centrum mechanických věd v Udine (1994).
V roce 1974, když mu bylo 36 let, odevzdal disertační práci, nicméně její obhajoba byla z politických důvodů zdržována – Křístek nikdy nebyl členem KSČ – takže vědecký titul doktor věd (DrSc.) získal až roku 1977 (i tak byl v Československu jedním z nejmladších nositelů tohoto akademického titulu), posléze se stal vedoucím vědeckým pracovníkem. Výjimečné bylo i to, že byl roku 1987 jmenován profesorem v oboru betonových nosných konstrukcí – byl tak na fakultě prakticky jediným profesorem, který nebyl komunistou.
Po Sametové revoluci pak byl i díky tomu jmenován proděkanem pro vědecko-výzkumnou činnost (1989–1994) a vedoucím katedry betonových konstrukcí a mostů (1989–2004). Od roku 1990 byl členem vědecké rady FSv ČVUT a od roku 1997 členem vědecké rady celého ČVUT. Po roce 1989 dále rozvíjel mezinárodní spolupráci započatou již v předchozím období. Až do konce života byl předsedou Oborové rady doktorského studia FSv ČVUT.
V roce 1991 založil projekční firmu Křístek, Trčka a spol., s. r. o., jejímž byl společníkem. Byl zakládajícím členem a členem rady Inženýrské akademie České republiky, v letech 2005–2011 působil jako viceprezident Českého svazu stavebních inženýrů (ČSSI), byl čestným členem České betonářské společnosti (ČBS), působil jako předseda oborové komise technických věd Grantové agentury České republiky (GA ČR).
Křístek řešil spíše teoretické problémy mostů, jako konzultant se podílet na návrzích mj. těchto staveb: Nuselský most, dálniční most Hvězdonice, most přes Sedlický potok, estakáda Beroun, rekonstrukce Karlova mostu, Lochkovský most, most Šmejkalka. Byl řešitelem více než 100 národních i mezinárodních grantů. Úzce spolupracoval s Konrádem Hrubanem, Karlem Rektorysem, Jiřím Klimešem, Luborem Jandou, Jaroslavem Procházkou, Milošem Kvasničkou, Miroslavem Škaloudem, Zdeňkem Šmerdou, J. Kunrtem a Shotou Urushadzem.
Odborně se zabýval zejména problematikou mostů z předpjatého betonu – aplikoval svou teorii lomenic, relaxační metodu (z ní vycházející program TM 18 vyvinul Ivan Sitař), řešil dlouhodobé chování mostů z předpjatého betonu, smykové ochabnutí komorových nosníků, stabilitu tlačených štíhlých prvků a tlačených pásů, vliv objemových změn, tzv. dýchání mostních lamelových pásnic, ve středu jeho zájmu však byly zejména tenkostěnné komorové konstrukce – komorové nosníky a jejich prostorové působení. Zaobíral se taktéž problematikou ekoduktů.
Vladimír Křístek byl čestným členem České betonářské společnosti (ČBS) a České společnosti pro mechaniku (ČSM). Byl rovněž členem expertních skupin Ředitelství silnic a dálnic (ŘSD) a členem správní rady nadačního fondu Stínové ŘSD.
V roce 2016 Křístek kritizoval fungování placených publikací v impaktovaných časopisech a argumentoval, že systém impaktů je pro odborné technické publikace nevhodný. Na oboru stavitelství oceňoval především viditelnost výsledků práce a možnost uplatnění širokého spektra osobností v rámci oboru. Prosazoval navrhování robustních konstrukcí – takových, kde i velký rozptyl vstupních podmínek výrazně neovlivní statické chování konstrukce – a požadoval větší součinnost projektantů s pracovníky údržby mostů při navrhování mostů tak, aby docházelo ke zvyšování životnosti mostů.
Okolí na Křístkovi oceňovalo přátelský a kolegiální přístup, vstřícnost ke studentům a vlídný humor. Křístek vychoval velké množství doktorandů a byl celosvětově uznávaným odborníkem ve svém oboru. Žil na Praze 6 a ve volném čase jezdil na svou chatu ve středních Čechách, kolem které se vydával na pěší i cyklistické výlety. Jeho manželkou byla neuroložka MUDr. Vladimíra Křístková.
Vladimír Křístek zemřel náhle 9. září 2020 v Praze.

## Dílo
Vladimír Křístek publikoval přes 750 článků v odborných časopisech a 11 monografií, jako příklad z nich lze jmenovat:
- Křístek, Vladimír. Tapered Box Girders of Deformable Cross Section. In: Journal of the Structural Division. Vol. 96, Issue 8 (August 1970). American Society of Civil Engineers. doi JSDEAG.0002661
- Křístek, Vladimír. Půdorysně zakřivené tenkostěnné pruty uzavřeného tuhého průřezu. Aplikace matematiky, Vol. 12 (1967), No. 4, 278–299. Praha: Matematický ústav Akademie věd. (online)
- Křístek, Vladimír. Tenkostěnné pruty nevyztuženého komůrkového průřezu. ČSAV. Praha. 1968.
- Křístek, Vladimír. Šmerda, Zdeněk. Teorie výpočtu komůrkových nosníků. SNTL, 1974. 239 s.
- Křístek, Vladimír. Teoretické problémy betonových konstrukcí a mostů. Praha : Vydavatelství ČVUT, 1980. 107 s.
- Křístek, Vladimír. Šmerda, Zdeněk. Dotvarování a smršt̕ování betonových prvků a konstrukcí. SNTL, 1978. 229 s.
- Janda, Lubor. Křístek, Vladimír. Kvasnička, Miloš. Procházka, Jaroslav. Štíhlé betonové tlačené pruty. Praha: SNTL. 1983. 229 s.
- Křístek, Vladimír. Theory of Box Girders. Wiley and Sons. New York, Chichester, Brisbane, Toronto. 1979.
- Křístek, Vladimír. Šmerda, Zdeněk. Creep and Shrinkage of Concrete Elements and Structures. Elsevier. Amsterdam, Oxford, New York, Tokyo. 1988.
- Křístek, Vladimír. Škaloud, Miroslav. Advanced Analysis and Design of Plated Structures. Elsevier, Amsterdam, Oxford, New York, Tokyo. 1991.
- Křístek, Vladimír. Škaloud, Miroslav. Stability Problems of Steel Box Girder Bridges. ČSAV. Praha. 1981.
- Bažant, Zdeněk P. Křístek, Vladimír. Mathematical Modeling of Creep and Shrinkage of Concrete: Effects of Shear Lag and Randomness of Material Creep Properties on Deflections and Stresses in Prestressed Concrete Box Girder. John Wiley and Sons. Chichester, New York, Brisbane, Toronto, Singapore. 1988.
- Křístek, Vladimír. Plated Structures – Stability and Strength: Shear Lag in Box Girders. Applied Science Publishers. Elsevier. London. 1983.
- Křístek, Vladimír. Studnička, Jiří. Composite Steel-Concrete Structures: Composite Girders with Deformable Connection. Applied Science Publishers. Elsevier. London. 1988.
- Křístek, Vladimír. Kadlec, Lukáš. 3D Analysis of Bridges Changing Structural Systems – An Easy Design Tool. In: Applied Mechanics and Materials (Volume 796), s. 69–75. 2015-10-09. doi 10.4028/AMM.796.69

## Ocenění
Za svou vědeckou činnost obdržel Vladimír Křístek mnoho vyznamenání a ocenění: 2× Státní cena – za rozvoj metod analýzy komorových mostů a za přínosy ve výzkumu vlivů objemových změn betonu, 2× Medaile MŠMT, 2× cena ČSAV, 2× Felberova medaile ČVUT, cena ČSSI, cena České matice technické a SNTL, čestné uznání ministra dopravy, medaile prof. Bažanta. Vladimír Křístek se dostal i na americký seznam Who is who.
Roku 2014 obdržel čestný doktorát na Vysoké škole stavební Ljubena Karavelova v Sofii.